# Siliștea Gumești
Siliștea Gumești – wieś w Rumunii, w okręgu Teleorman, w gminie Siliștea Gumești. W 2011 roku liczyła 2633 mieszkańców.